# Daniel Goodenow

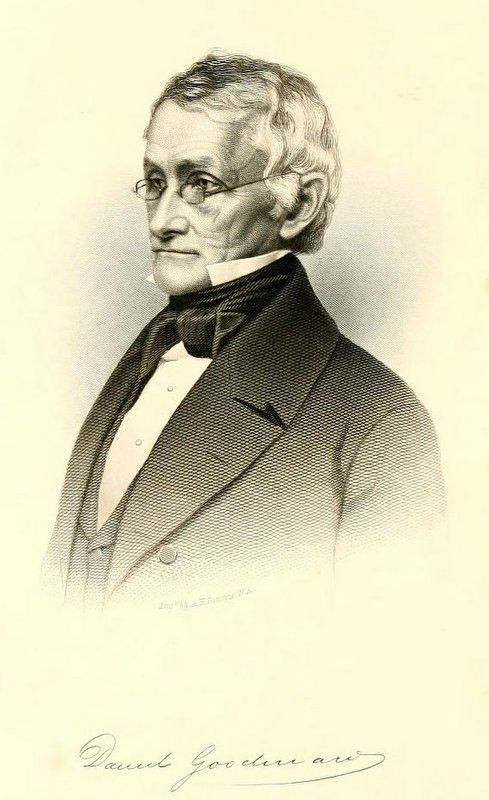

Daniel Goodenow (* 30. Oktober 1793 in Henniker, New Hampshire; † 7. Oktober 1863 in Alfred, Maine) war ein US-amerikanischer Anwalt und Politiker, außerdem im Jahr 1838 und erneut im Jahr 1843 Maine Attorney General. 

## Leben
Daniel Goodenow wurde in Henneker, New Hampshire geboren. Er hatte vier Brüder und zwei Schwestern. Zu seinen Brüdern gehörten Rufus K. Goodenow (1790–1863), der zwischen 1849 und 1851 ebenfalls für den Staat Maine im Kongress saß und Robert Goodenow (1800–1874), der zwischen 1851 und 1853 ebenfalls den Staat Maine im Kongress vertrat. Die Familie zog im Jahr 1802 nach Brownfield, Maine.
Seine Schulbildung eignete er sich größtenteils selbst an, besuchte aber das Dartmouth College, nachdem er für die Abschluss-Klasse zugelassen worden war. Bereits vor dem Besuch des Colleges und auch im Anschluss studierte er Rechtswissenschaften bei John Holmes in Alfred, Maine und er erhielt seine Zulassung zum Anwalt im Jahr 1817.
Als Mitglied der Whig Party wurde Goodenow in den Jahren 1825, 1827 und 1829 in das Repräsentantenhaus von Maine gewählt und im Jahr 1830 war er Sprecher des Hauses. Er kandidierte in den Jahren 1831, 1832 und 1833 erfolglos um das Amt des Gouverneurs von Maine und war als Mitglied der National Republican Party im Jahr 1838 und erneut im Jahr 1842 Attorney General von Maine. Anschließend wurde er zum Richter am District Court des Western Districts ernannt und am 10. Oktober 1855 von Gouverneur Lot M. Morrill zum Associate Justice des Supreme Judicial Courts ernannt. Dieses Amt hatte er bis 1862 inne.
Daniel Goodenow war zweimal verheiratet; in erster Ehe mit Sarah Ann Holmes (1805–1840), der Tochter von John Holmes. Mit ihr hatte er drei Kinder, zwei Söhne und eine Tochter. Er starb am 7. Oktober 1863 in Alfred. Sein Grab befindet sich auf dem Parish Congreational Church Cemetery in Alfred.